# Département de Salemata
Le département de Salemata est l'un des 46 départements du Sénégal et l'un des 3 départements de la région de Kédougou, au sud-est du pays.
Il a été créé par un décret du 10 juillet 2008.
Son chef-lieu est Salemata, qui est aussi la seule commune du département.
Ses arrondissements sont :
- Arrondissement de Dakateli
- Arrondissement de Dar Salam

## Population
Le département de Salemata est le moins peuplé du pays avec 28 111 habitants en 2023.